# Bode (Familienname)
Bode ist ein Familienname, der vor allem im deutschen Sprachraum vorkommt. Unter anderem gibt es ein badisches Adelsgeschlecht namens Bode.

## Namensträger

### A
- Adolf Bode (1904–1970), deutscher Maler
- Alexander Bode (1860–1920), deutscher Gärtner und Pädagoge
- Andreas Bode (* 1962), deutscher Musikverleger und Unternehmensberater
- Angelika Bode (* 1954), deutsche Politikerin
- Arndt Bode (* 1948), deutscher Informatiker und Hochschullehrer
- Arnold Bode (1900–1977), deutscher Maler und Hochschullehrer
- August Bode (Ingenieur) (1846–1921), deutscher Ingenieur und Bauunternehmer
- August Bode (Industrieller) (1875–1960), deutscher Industrieller

### B
- Bernard Bode (1961–2018), deutscher Journalist
- Bernd Bode (Mathematiker) (1938–2003), deutscher Mathematiker, Informatiker und Hochschullehrer
- Bernd-Dieter Bode (* 1943), deutscher Jurist und Richter
- Bernhard Bode (1909/1910–1996), deutscher Unternehmensgründer
- Boyd Henry Bode (1873–1953), US-amerikanischer Philosoph

### C
- Catherine Bode (* 1974), deutsche Schauspielerin
- Christian Bode (Mediziner) (J. Christian Bode; * 1935), deutscher Mediziner und Hochschullehrer
- Christian Bode (Wissenschaftsmanager) (Heinz Christian Bode; * 1942), deutscher Wissenschaftsmanager
- Christoph Bode (Anglist) (* 1952), deutscher Anglist und Amerikanist
- Christoph Bode (Pastor) (* 1977), deutscher Pastor und Sportmanager
- Christoph Albert Maria Bode (* 1955), deutscher Kardiologe und Hochschullehrer
- Christoph August Bode (1722–1796), deutscher Philologe, Linguist, Orientalist und Hochschullehrer

### D
- David Bode (* 1991), deutscher Schauspieler
- Dietrich Bode (1934–2014), deutscher Verleger, Herausgeber und Lektor

### E
- Eckart Bode (1938–1994), deutscher Verwaltungsjurist
- Elert Bode (1934–2025), deutscher Schauspieler, Theaterregisseur und -intendant
- Elfriede Bode (1927–2019), deutsche Hochschullehrerin und Gewerkschafterin
- Elsa Bode (1900–nach 1962), deutsche Politikerin (KPD/SED)
- Emil Bode (1877–nach 1964), deutscher Anglist, Lehrer und Publizist
- Emile Bode (* 1954), niederländischer Journalist
- Erin Bode, US-amerikanische Jazzsängerin
- Ernst Bode (1878–1944), deutscher Architekt und Hochschullehrer
- Eva Renée Nele Bode (* 1932), deutsche Künstlerin, siehe E. R. Nele

### F
- Ferdinand Bode (1906–1996), deutscher Jurist
- Franz Bode (1903–1940), deutscher Widerstandskämpfer
- Franz-Josef Bode (* 1951), deutscher Geistlicher, emeritierter Bischof von Osnabrück
- Friedrich Bode (Mediziner) (1811–1899), deutscher Mediziner
- Friedrich Bode (Verleger) (1825–1910), deutscher Drucker und Zeitungsverleger
- Friedrich Bode (Jurist) (1856–1932), deutscher Jurist und fürstlicher Kammerdirektor
- Friedrich Bode (Architekt), deutscher Architekt
- Friedrich Maier-Bode (1868–1952), deutscher Landwirtschaftslehrer
- Friedrich Theodor Bode (1812–1875), deutscher Finanzbeamter und kurhessischer Politiker
- Friedrich Wilhelm Maier-Bode (1900–1953), deutscher Phytopathologe
- Frits Bode (1926–1990), niederländischer Dirigent
- Fritz Bode (Schriftsteller) (Pseudonym Hans Elben; 1856–nach 1926), deutscher Jurist und Schriftsteller
- Fritz Bode (Maler) (1893–1924), deutscher Maler und Grafiker
- Fritz Bode (Verleger) (1900/1901–1950), deutscher Zeitungsverleger
- Fritz Bode (Heimatforscher) (1923/1924–1996), deutscher Heimatforscher und Museumsgründer
- Fritz Bode (Pädagoge) (1931–2008), deutscher Sonderpädagoge, Psychologe und Verbandsfunktionär

### G
- Georg Bode (1838–1910), deutscher Jurist, Historiker und Naturforscher
- Georg Heinrich Bode (1802–1846), deutscher Altphilologe
- Georg Wilhelm Bode (Maler) (1801–1881), deutscher Maler und Grafiker
- Georg Wilhelm Bode (Bildhauer) (1851–1896), deutscher Bildhauer
- Gerhard Bode (Theologe) (1620–1697), deutscher evangelischer Theologe
- Gerhard Bode (Polizist) (1897–nach 1940), deutscher Jurist und Polizeibeamter
- Gottlieb Bode (1863–1937), deutscher Kaufmann, Kunstsammler und Mäzen
- Gustav Bode (1809–1887), deutscher Ökonom, Mitglied der kurhessischen Ständeversammlung und des Kurhessischen Kommunallandtages

### H
- Hannelore Bode (* 1941), deutsche Opernsängerin (Sopran)
- Hans Bode (Musiker) (1895–1980), deutscher Trompeter
- Hans Bode (Chemiker) (Hans Heinrich Christian Bode; 1905–1989), deutscher Chemiker und Hochschullehrer
- Hans Bode (Ingenieurwissenschaftler) (1947–2008), deutscher Ingenieurwissenschaftler
- Hans Maier-Bode (1906–1996), deutscher Hochschullehrer für Chemische Pharmakologie
- Hans-Joachim Bode (* 1942), deutscher Biologe
- Hans-Jürgen Bode (1941–2022), deutscher Handballspieler
- Harald Bode (1909–1987), deutscher Ingenieur und Musikinstrumentenentwickler
- Harro Bode (* 1951), deutscher Segler und Bauingenieur
- Heinrich Bode (Rechtswissenschaftler) (1652–1720), deutscher Rechtswissenschaftler
- Heinrich Bode (Widerstandskämpfer) (1900/1901–1972), deutscher Widerstandskämpfer (SPD, KPD)
- Heinrich Bode (Schauspieler), Schauspieler
- Helge B. Bode (* 1973), deutscher Biochemiker und Hochschullehrer
- Helmut Bode (Autor) (1910–1988), deutscher Schriftsteller und Heimatkundler
- Helmut Bode (Ingenieur) (1940–2003), deutscher Bauingenieur und Hochschullehrer
- Hendrik Wade Bode (1905–1982), US-amerikanischer Elektrotechniker
- Herbert Bode (1936–2022), deutscher Chemiker, Ingenieur und Autor
- Hermann Bode (Theologe) (Hermannus Bodius), Theologe
- Hermann Bode (Unternehmer) (1876–1948), deutscher Fabrikant und Verbandsfunktionär
- Hermann Bode (Diplomat) (1883–??), deutscher Jurist und Diplomat
- Hermann Bode (Widerstandskämpfer) (1911–1944), deutscher Widerstandskämpfer
- Hermann Bode (Musiker) (1935–2015), deutscher Kirchenmusiker, Komponist und Herausgeber
- Horst-Günther Bode (1904–1990), deutscher Dermatologe und Hochschullehrer
- Hugo Bode (1851–1937), deutscher Pflanzenbauwissenschaftler

### J
- Jana Bode (* 1969), deutsche Rennrodlerin
- Jörg Bode (Fußballspieler) (* 1969), deutscher Fußballspieler
- Jörg Bode (Politiker) (* 1970), deutscher Politiker (FDP)
- Johann Bode (Politiker), deutscher Politiker, Bürgermeister von Oldenburg (Oldenburg)
- Johann Elert Bode (1747–1826), deutscher Astronom
- Johann Joachim Christoph Bode (1731–1793), deutscher Übersetzer, Journalist, Verleger und Musiker
- Johann Justus Bode (1676–1719), deutscher Astronom
- Johannes Bode (1895–1980), deutscher Trompeter und Hochschullehrer, siehe Hans Bode (Musiker)
- Johnny Bode (1912–1983), schwedischer Sänger und Komponist
- Josephine Bode (* 1982), deutsche Musikerin
- Julius Bode (1876–1942), deutscher Pastor und Politiker

- Justus Bode (Hofrat) (1793–1857), Königlich Hannoverscher Hofrat, Vorleser von Kronprinz Georg V.
- Justus Vollrath von Bode (1667–1727), deutscher Jurist und Staatsminister, siehe Justus Wolrad von Bode

### K
- Karl Bode (Politiker) (1910–1976), deutscher Politiker (FDP), Bürgermeister von Hemer
- Karl Bode (Ökonom) (1912–1981), deutschamerikanischer Ökonom
- Klaus D. Bode (* 1962), deutscher Galerist und Verleger
- Kurt Bode (1895–1979), deutscher Richter

### L
- Leopold Bode (1831–1906), deutscher Maler und Grafiker
- Louis Bode (Fabrikant) (1839–1900), deutscher Ingenieur sowie Stahlkammern- und Panzerschrank-Fabrikant
- Louis Bode (Pädagoge) (1860–1941), deutscher Pädagoge
- Ludolf Bode (um 1483–1537), Braunschweiger Bürgermeister (Altstadt)
- Ludwig Bode (Sänger), deutscher Sänger, Choralist und Chorregent
- Ludwig Bode (Heimatpfleger) (1904–1999), deutscher Heimatpfleger und Heimatforscher
- Luiza Licina-Bode (* 1972), deutsche Politikerin (SPD)

### M
- Manfred Bode (Politiker) (1938–2013), deutscher Politiker (CDU)
- Manfred Bode (Manager) (1941–2018), deutscher Rüstungsunternehmer
- Marco Bode (* 1969), deutscher Fußballspieler und -manager
- Marissa Bode, US-amerikanische Schauspielerin
- Martha Köppen-Bode (1866–1958), deutsche Schriftstellerin und Politikerin (CSVD)
- Martin Maier-Bode (* 1966), deutscher Autor, Regisseur und Kabarettist
- Matthias Bode (* 1967), deutscher Physiker
- Max Bode (1862–nach 1937), deutscher Zeitungsverleger
- Michael Bode (* 1971), deutscher Geologe

### N
- Natalja Fjodorowna Bode (1914–1996), sowjetische Fotografin
- Nikolaus Bode (* 1938), deutscher Bildhauer, Maler und Grafiker

### O
- Otto Bode (Mediziner) (1860–1904), deutscher Chirurg und Entomologe
- Otto Bode (Biologe) (1913–1981), deutscher Biologe, Virologe und Hochschullehrer
- Otto F. Bode (* 1962), deutscher Wirtschaftswissenschaftler

### P
- Paul Bode (Pädagoge, 1854) (Paul Karl August Bode; 1854–1917), deutscher Lehrer
- Paul Bode (General) (1860–1946), deutscher Generalmajor
- Paul Bode (Pädagoge, 1883) (1883–1977), deutscher Pädagoge, Hochschullehrer und Heimatforscher
- Paul Bode (Architekt) (1903–1978), deutscher Architekt
- Peter Bode (Heimatforscher) (1909–1991), deutscher Mediziner und Heimatforscher
- Peter Bode (Kunstsammler), deutscher Kunstsammler
- Peter M. Bode (Peter Mathis Bode; 1937–2019), deutscher Kunst- und Architekturkritiker
- Philipp Bode (1806–1877), deutscher Jurist und Amtmann
- Pradip Bode, indischer Radrennfahrer

### R
- Ralf D. Bode (1941–2001), deutschamerikanischer Kameramann
- Ridvan Bode (* 1959), albanischer Politiker
- Rolf Maier Bode (* 1974), deutscher Techno-Musiker und Produzent
- Rudolf Bode (1881–1970), deutscher Pädagoge und Komponist

### S
- Sabine Bode (Journalistin, 1947) (* 1947), deutsche Journalistin und Hörfunk- und Buchautorin
- Sabine Bode (Journalistin, 1969) (* 1969), deutsche Journalistin und Comedy- und Satireautorin
- Simon Bode (* 1984), deutscher Opernsänger (Tenor)
- Stefanie M. Bode-Böger (* 1964/1965), deutsche Medizinerin und Hochschullehrerin für Klinische Pharmakologie
- Susan Bode, US-amerikanische Szenenbildnerin

### T
- Theo Bode (1905–nach 1952), deutscher Architekt
- Thilo Bode (Journalist) (1918–2014), deutscher Journalist
- Thilo Bode (Manager) (* 1947), deutscher Geschäftsführer der Organisationen Greenpeace und Foodwatch
- Thomas Bode (* 1977), deutscher Rechtswissenschaftler und Hochschullehrer

### U
- Ursula Bode (Schauspielerin) (1922–2018), deutsche Schauspielerin
- Ursula Bode (Journalistin) (* 1942), deutsche Journalistin und Kunstkritikerin

### V
- Veronika Bode (* 1972), deutsche Politikerin (CDU), MdL
- Victor Arnold Bode (1889–1968), deutscher Pastor und Herausgeber

### W
- Walter Bode (Ingenieur) (1900–1981), deutscher Ingenieur, Fabrikant und Unternehmensgründer
- Walter Bode (Regisseur) (1904–1961), deutscher Regisseur
- Walter Bode (Richter) (* 1957), deutscher Jurist und Richter am Bundesfinanzhof
- Walther Bode (1884–1947), deutscher Politiker, Bürgermeister von Bad Harzburg
- Wilfried Bode (1929–2012), deutscher Wasserballspieler
- Wilhelm Bode (Architekt) (1777–1806), deutscher Architekt
- Wilhelm Bode (Magistratsdirektor) (1779–1854), deutscher Jurist und Politiker in Braunschweig
- Wilhelm Bode (Politiker) (1812–1883), deutscher Richter und Politiker, MdR
- Wilhelm Bode (Maler) (1830–1893), deutscher Maler
- Wilhelm von Bode (Kunst-Bode; 1845–1929), deutscher Kunsthistoriker und Museumsgründer
- Wilhelm Bode (Pastor) (1860–1927), deutscher evangelischer Pfarrer und Naturschützer
- Wilhelm Bode (Schriftsteller) (Goethe-Bode; 1862–1922), deutscher Schriftsteller
- Wilhelm Bode (Widerstandskämpfer) (1886–zwischen 1942 und 1945), deutscher Schlosser, Gewerkschafter und Widerstandskämpfer
- Wilhelm Bode (Forstmann) (* 1947), deutscher Forstwissenschaftler, Verwaltungsbeamter und Autor
- Wilhelm Koch-Bode (* 1944), deutscher Gerontologe und Hörgeschädigtenpädagoge
- Wolfgang Bode (1887–1964), deutscher Politiker (DP)
- Wolfram Bode (1942–2025), deutscher Biochemiker und Hochschullehrer